# Jan Erik Elliot
Anders Jan Erik Elliot, född den 13 maj 1922 i Djursholms Ösby, Danderyds församling, Stockholms län, död den 16 januari 2013 i Malmö, var en svensk jurist. Han var son till Holger Elliot.
Elliot avlade studentexamen i Umeå 1940 och juris kandidatexamen vid Uppsala universitet 1945. Han genomförde tingstjänstgöring i Luleå domsaga 1945–1946 och i Sunnervikens domsaga 1947–1949. Elliot blev fiskal i Hovrätten över Skåne och Blekinge 1950, tillförordnad tingssekreterare i Torna och Bara domsaga 1951, tingssekreterare i Luggude domsaga 1952, assessor i Hovrätten över Skåne och Blekinge 1958, revisionssekreterare 1963 (tillförordnad 1961), tingsdomare i Oxie och Skytts domsaga 1965, hovrättsråd i Hovrätten över Skåne och Blekinge 1967, vice ordförande på avdelning där 1976 (tillf 1972) och lagman där 1982 (tillförordnad 1976). Han pensionerades 1987. Elliot blev riddare av Nordstjärneorden 1968. Han vilar i sin hustrus familjegrav på Arvika kyrkogård.